# الجمهوريات الاشتراكية السوفيتية ذاتية الحكم
الجمهورية الاشتراكية السوفيتية ذاتية الحكم أو ASSR (بالروسية: автономная советская социалистическая республика)‏ هو نوع من الوحدات الإدارية في الاتحاد السوفيتي (اتحاد الجمهوريات الاشتراكية السوفيتية) التي تم إنشاؤها لدول معينة. تتمتع الجمهورية الاشتراكية السوفيتية ذاتية الحكم بوضع أقل استقلالية من جمهوريات الاتحاد التأسيسي لاتحاد الجمهوريات الاشتراكية السوفيتية، ولكنها أعلى من الأوبلاستات ذاتية الحكم والأوكروغات ذاتية الحكم.
في جمهورية روسيا الاتحادية الاشتراكية السوفيتية، على سبيل المثال، كان رؤساء حكومات الجمهوريات الاشتراكية السوفيتية ذاتية الحكم رسميًا أعضاء في حكومة روسيا الاتحادية الاشتراكية السوفيتية. على عكس جمهوريات الاتحاد، كان للجمهوريات ذاتية الحكم الحق في عدم الانتماء إلى جمهورية الاتحاد التي تضمها، واختيار البقاء مع الاتحاد بشكل منفصل عنها. تفاوت مستوى الاستقلال السياسي والإداري والثقافي الذي تمتعوا به بمرور الوقت - فقد كانت أكثر إستقلالية في عشرينيات القرن الماضي وفي الخمسينيات بعد وفاة جوزيف ستالين، وفي عصر بريجنيف.

## جمهورية أذربيجان الاشتراكية السوفيتية
- جمهورية نخجوان الإشتراكية السوفيتية ذاتية الحكم، الآن جمهورية نخجوان الذاتية.

## جمهورية جورجيا الاشتراكية السوفيتية
- جمهورية أبخازيا الاشتراكية السوفيتية ذاتية الحكم، الآن أبخازيا.
- جمهورية أجاريا الاشتراكية السوفيتية ذاتية الحكم، الآن أجاريا

## جمهورية روسيا الاتحادية الاشتراكية السوفيتية
اعترف دستور عام 1978 لجمهورية روسيا الاتحادية الاشتراكية السوفيتية بست عشرة جمهورية تتمتع بالحكم الذاتي داخل روسيا الاتحادية الاشتراكية السوفيتية. الاسم اعتبارًا من أكتوبر 2007 داخل الاتحاد الروسي يرد بين قوسين:
- الجمهورية الاشتراكية السوفيتية الباشكيرية ذاتية الحكم (الآن جمهورية باشكورتوستان)
- جمهورية بورياتيا الاشتراكية السوفيتية ذاتية الحكم (الآن جمهورية بورياتيا)
- جمهورية الشيشان - إنغوشيتيا الاشتراكية السوفيتية ذاتية الحكم (الآن جمهورية الشيشان وجمهورية إنغوشيتيا)
- جمهورية تشوفاشيا الاشتراكية السوفيتية ذاتية الحكم (الآن جمهورية تشوفاشيا)
- جمهورية داغستان الاشتراكية السوفيتية ذاتية الحكم (الآن جمهورية داغستان)
- جمهورية قبردينو - بلقاريا ذاتية الحكم (الآن جمهورية قبردينو - بلقاريا)
- جمهورية قلميقيا الإشتراكية السوفيتية ذاتية الحكم (الآن جمهورية قلميقيا)
- جمهورية كاريليا الاشتراكية السوفيتية ذاتية الحكم (الآن جمهورية كاريليا)
- جمهورية كومي الاشتراكية السوفيتية ذاتية الحكم (الآن جمهورية كومي)
- جمهورية ماري إل الإشتراكية السوفيتية ذاتية الحكم (الآن جمهورية ماري إل)
- جمهورية موردوفيا الإشتراكية السوفيتية ذاتية الحكم (الآن جمهورية موردوفيا)
- جمهورية أوسيتيا الشمالية-ألانيا الإشتراكية السوفيتية ذاتية الحكم (الآن جمهورية أوسيتيا الشمالية-ألانيا)
- جمهورية التتار الاشتراكية السوفيتية ذاتية الحكم (الآن جمهورية تتارستان)
- جمهورية توفا الاشتراكية السوفيتية ذاتية الحكم (الآن جمهورية توفا)
- جمهورية أودمورتيا الاشتراكية السوفيتية ذاتية الحكم (الآن جمهورية أودمورتيا)
- جمهورية ياقوتيا الاشتراكية السوفيتية ذاتية الحكم (الآن جمهورية ساخا (ياقوتيا))

تمت ترقية منطقة غورنو - ألطاي ذاتية الحكم (الآن جمهورية ألطاي)، ومنطقة أديغيا ذاتية الحكم (الآن جمهورية أديغيا)، ومنطقة قراتشاي - تشيركيسيا ذاتية الحكم (الآن جمهورية قراتشاي - تشيركيسيا) ومنطقة خقاسيا ذاتية الحكم (الآن جمهورية خقاسيا) إلى وضع جمهورية ذاتية الحكم في عام 1991، أي في العام الأخير من الاتحاد السوفيتي. الأوبلاست اليهودي فقط هي التي احتفظت بوضع الإقليم المستقل في روسيا.
كانت الجمهوريات المستقلة الأخرى موجودة أيضًا داخل روسيا الاتحادية الاشتراكية السوفيتية في فترات سابقة من التاريخ السوفيتي:
- جمهورية القرم الاشتراكية السوفيتية ذاتية الحكم (18 أكتوبر 1921 - 30 يونيو 1945؛ الآن جمهورية القرم، المنطقة المتنازع عليها بين أوكرانيا والاتحاد الروسي)
- الجمهورية الكازاخية الاشتراكية السوفيتية ذاتية الحكم (1925-1936، الآن دولة كازاخستان المستقلة)
- الجمهورية القرغيزية الاشتراكية السوفيتية ذاتية الحكم (1926-1936، أصبحت قيرغيزستان الاشتراكية السوفيتية، الآن دولة قيرغيزستان المستقلة)
- جمهورية الجبال الاشتراكية السوفيتية ذاتية الحكم (1922-1924، مقسمة إلى عدة جمهوريات شمال القوقاز)
- جمهورية تركستان الاشتراكية السوفيتية ذاتية الحكم (1918-1924، وهي الآن جزء من الدول المستقلة في كازاخستان وقيرغيزستان وطاجيكستان وتركمانستان وأوزبكستان)
- جمهورية فولغا الألمانية الاشتراكية السوفيتية ذاتية الحكم (1918-1941)

## جمهورية أوكرانيا الاشتراكية السوفيتية
- جمهورية مولدوفا الاشتراكية السوفيتية ذاتية الحكم (1924-1940، الآن دولة مولدوفا المستقلة).
- جمهورية القرم الاشتراكية السوفيتية ذاتية الحكم (12 فبراير 1991-1992). تمت ترقية شبه جزيرة القرم إلى وضع جمهورية اشتراكية سوفيتية متمتعة بالحكم الذاتي بعد استفتاء عقد في 20 يناير 1991 (الآن جمهورية القرم، المنطقة المتنازع عليها بين أوكرانيا والاتحاد الروسي )

## جمهورية أوزبكستان الاشتراكية السوفيتية
- جمهورية قرقل باغستان الاشتراكية السوفيتية ذاتية الحكم (1932-1991)، الآن قرقل باغستان.
- جمهورية طاجيكستان الاشتراكية السوفيتية ذاتية الحكم (1924-1929 ، أصبحت طاجيكستان الاشتراكية السوفيتية، الآن دولة طاجيكستان المستقلة)